# Bisdom Clonfert
Het bisdom Clonfert (Latijn: Dioecesis Clonfertensis, Iers, Deoise Chluain Fearta) is een Iers rooms-katholiek bisdom, dat grotendeels in het graafschap Galway ligt, in het noordwesten van Ierland. Een klein deel ligt in Roscommon en Offaly.

## Kathedraal

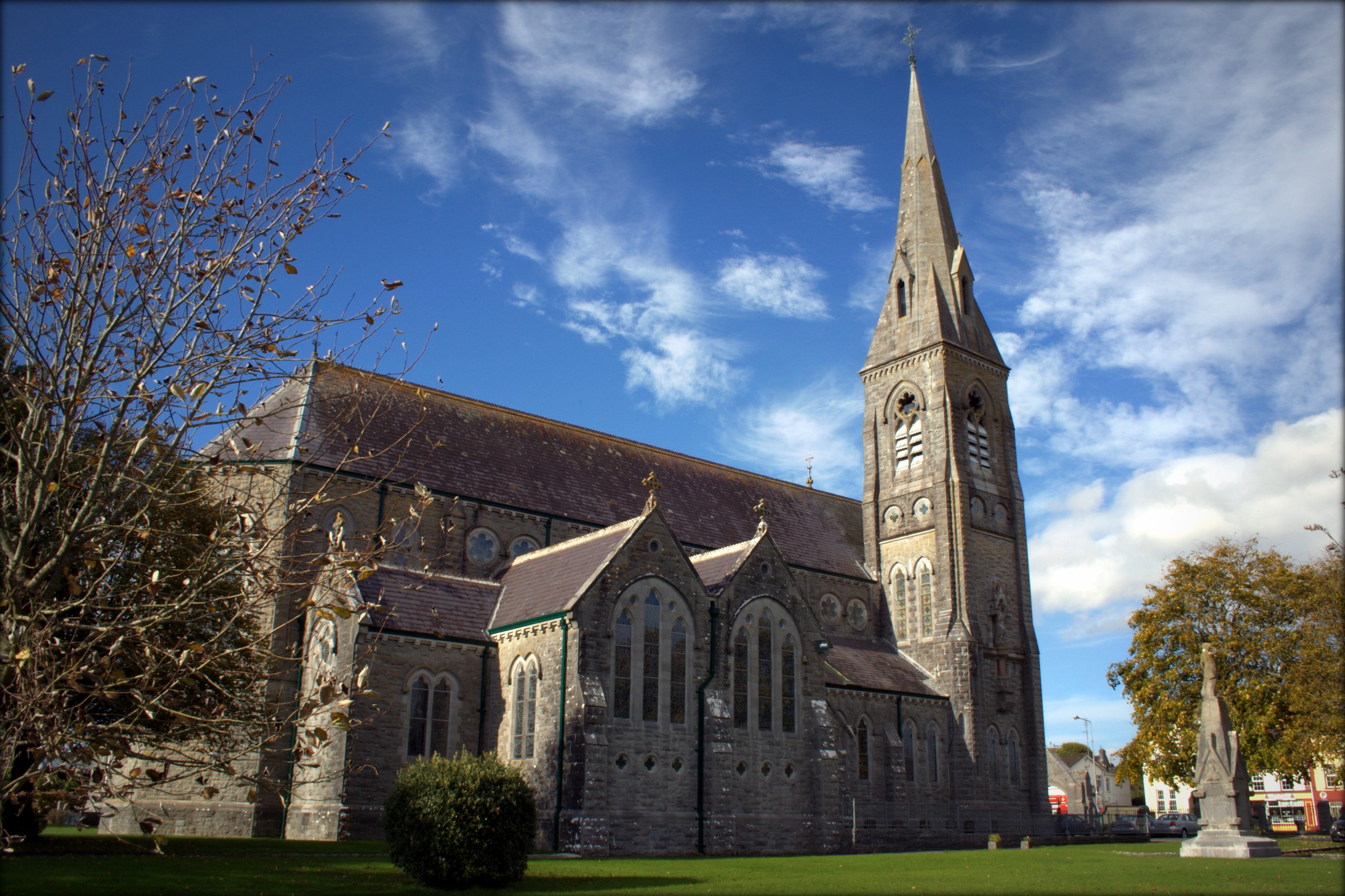
Kathedraal van St Brandaan

De kathedraal van het bisdom is toegewijd aan de patroonheilige van het bisdom Brandaan van Clonfert. De huidige kathedraal staat in Loughrea en is gebouwd tussen 1897 en 1902.
Zoals de naam van het bisdom aangeeft stond de oorspronkelijke zetel van het bisdom in Clonfert. De kathedraal in die plaats is in gebruik bij de Church of Ireland. 